# Paul Litschi
Paul Litschi (* 2. Januar 1904 in Aarau; † unbekannt) war ein Schweizer Radrennfahrer und nationaler Meister im Radsport.

## Sportliche Laufbahn
Litschi war im Strassenradsport aktiv. 1928 nahm er an den Olympischen Sommerspielen in Amsterdam teil. Er schied im olympischen Strassenrennen aus. In der Mannschaftswertung kam die Schweiz mit Gottlieb Amstein, Jakob Caironi, Gottlieb Wanzenried und Paul Litschi auf den 6. Platz.
Litschi gewann die nationale Meisterschaft im Strassenrennen der Amateure 1927 und wurde bei den Strassenradsport-Weltmeisterschaften 27. Als Amateur wurde er 1927 gemeinsam mit Kurt Stöpel, Richard Feder, Walter Horn, Karl Hübscher und Erich Ussat nationaler Meister im Mannschaftszeitfahren in Deutschland. 1928 siegte er im Eintagesrennen Tour du Lac Léman. 1932 startete er eine Saison als Berufsfahrer.